# Coenosia bevicauda
Coenosia bevicauda är en tvåvingeart som beskrevs av Adrian C. Pont 2005. Coenosia bevicauda ingår i släktet Coenosia och familjen husflugor.
Artens utbredningsområde är Armenien. Inga underarter finns listade i Catalogue of Life.